# Lophocera flavifusalis
Lophocera flavifusalis är en fjärilsart som beskrevs av Antoine Fortuné Marion och Pierre E.L. Viette 1956. Lophocera flavifusalis ingår i släktet Lophocera och familjen mott. Inga underarter finns listade i Catalogue of Life.